# 송인준
송인준(宋寅準, 1944년 9월 27일 ~ )은 대한민국의 법조인 겸 언론인이다. 본관은 은진(恩津)이다.

## 생애
1944년 대전광역시에서 태어나 1963년 대전고등학교, 1967년 서울대학교 법대를 졸업했다. 1970년에 사법대학원 제13기를 수료하기에 앞서 1969년 제10회 사법시험에 합격하여 1971년 공군 법무관을 전역하고 1978년 법무부 검찰3과 겸 서울지방검찰청 검사에 임용되었다. 1999년 대구고검장을 거쳐 2000년부터 2006년까지 헌법재판소 재판관을 지냈다. 2007년부터 아시아투데이 회장.

## 경력
- 1985년 광주지방검찰청 순천지청 부장검사
- 1986년 대전지방검찰청 부장검사
- 1997년 대검찰청 강력부장
- 1998년 대전지방검찰청 검사장
- 1999년 대구고등검찰청 검사장
- 2000년 ~ 2006년 9월 헌법재판소 재판관
- 2007년 7월 ~ 아시아투데이 회장